# 埃斯蒂瓦
埃斯蒂瓦是巴西米纳斯吉拉斯州的一个市镇。总面积245.295平方公里，总人口10920人，人口密度44.5人/平方公里。